# 三塬遗址
三塬遗址，位于中国甘肃省东乡族自治县，为一个省级文物保护单位，类型为古遗址。
三塬遗址的历史年代为新石器时代。